# Ranko Popović
Ranko Popović - em sérvio, Ранко Поповић (Pec, na atual Sérvia, 26 de junho de 1967) é um ex-futebolista e atualmente técnico de futebol sérvio.

## Carreira
Popović Começou em 1988, no FK Partizan, depois atuou ainda ainda na Sérvia e Grécia. mas foi na Espanha, onde obteve mais sucesso ao atuar pelo Almería, até naquele momento então disputando a Segunda Divisão Espanhola. em seguida mudou-se para a Áustria, onde atuou pelo Sturm Graz. e em 2001, para o modesto TuS FC Arnfels, onde encerrou a carreira de jogador e ao mesmo tempo, de treinador estando no comando até 2003. Depois atuou como assistente.
Mas Ranko mais tarde em 2009, foi para o Japão onde ficou de vez, primeiramente comandando o modesto Oita Trinita, ao substituir Péricles Chamusca onde após 14 derrotas consecutivas na temporada. Em seus seis primeiros jogos, o time só venceu uma vez, mas nos últimos dez jogos da temporada sob seu comando, a equipe obteve 5 vitórias e 5 derrotas. o que lhe fez com que renovasse para treinar a equipe na próxima temporada, mas a equipe quase foi à falência e o seu contrato teve de ser cancelada. em seguida comandou o Machida Zelvia e FC Tokyo e no início de 2014, acertou para comandar o Cerezo Osaka e ainda no final desse ano, foi chamado para ser treinador do Zaragoza.